# Daddy's Groove
Daddy’s Groove es un Dúo italiano de música electrónica oriundo de la ciudad de Nápoles. 

## Biografía
En 2009 lanzan el sencillo "Auntie Agony", que luego sería lanzado como mash up mezclado con "Kiss My Eyes" de Bob Sinclar, bajo el título "Kiss My Agony". En ese mismo año remezclaron uno de los clásicos de la Swedish House Mafia, "Leave the World Behind". Esto llamó la atención de Axwell, quien los reclutó en su sello Axtone, para el lanzamiento de algunas coproducciones.
También en el año 2009, remezclaron uno de los últimos sencillos de Whitney Houston, "I Didn't Know My Own Strength", y en 2012, poco tiempo después de su fallecimiento, la homenajearon realizando una versión de su clásico "It's Not Right, But Its Okay" con las voces de Little Nancy.
En 2011, participaron en la producción y en la masterización de varias pistas del álbum Nothing But the Beat de David Guetta, en la que se destaca su trabajo en el sencillo "Turn Me On". A partir de ese momento colaboran frecuentemente con Guetta y participan como artistas soportes en sus giras por el mundo. Asimismo lanzaron varias producciones para su sello Jack Back Records.

## Discografía

### Sencillos y EP
- 2004: "Tribute"
- 2005: "The Show"
- 2006: "Rendez Vous" (con Marcello Coleman)
- 2007: "Say Stop" (con Marcello Coleman)
- 2007: "The Show / Everybody"
- 2007: "One Night In Eivissa"

- 2008: "Test Pressing to Eivissa EP"
- 2008: "Alma Mia (Don't Be Afraid)" (con Boogie Fresh)
- 2008: "Fairy Tale / Violin Theme / Satisfaction" (Daddy's Groove & Little Mark)

- 2009: "Bleeding Heart" (con Charlotte Small)
- 2009: "Kiss My Agony" (Daddy's Groove vs. Bob Sinclar) – [Netswork Records]

- 2010: "Shorebreak" (Daddy's Groove & Little Mark)
- 2011: "We Are In Da House" (Daddy's Groove & Little Mark)
- 2011: "Wild World" [Test Pressing Records]

- 2012: "It's Not Right, but It's Okay" (Daddy's Groove & Little Nancy) – [Strictly Rhythm]
- 2012: "Power 2 The People" [Test Pressing Records]
- 2012: "Turn the Lights Down" (David Guetta Re Work) – [Jack Back Records]
- 2012: "Crazy (Wild World)" (con Skin) – [Netswork Records]
- 2012: "P.I.M.P." [Azuli Records]
- 2012: "Stellar" [Spinnin' Records]

- 2013: "Hurricane" [Doorn Records]
- 2013: "Vertigo" (Daddy's Groove & Cryogenix) – [Jack Back Records]
- 2013: "Tilt" (Daddy's Groove & Cryogenix) – [Spinnin' Records]
- 2013: "Walking On Air" (Daddy's Groove & Dino) – [Spinnin' Records]
- 2013: "Unbelievable" (Daddy's Groove & Rob Adans) – [Doorn Records]
- 2013: "Surrender" (Daddy's Groove & Mindshake) – [Jack Back Records]

- 2014: "Miners" [Ultra Records]
- 2014: "Synthemilk" (Daddy's Groove & Congorock) – [Ultra Records]
- 2014: "Big Love to the Bass" (Daddy's Groove vs. Nari & Milani) – [Ultra Records]
- 2014: "BlackOut" (Daddy's Groove & Cryogenix) – [Ultra Records]
- 2014: "Pulse" (con Teammate) – [Ultra Records]

- 2016: "WOW!" (Daddy's Groove & Mindshake ft. Kris Kiss) – [Doorn Records]
- 2016: "Back To 94" (Daddy's Groove ft. Cimo Frankel) – [Spinnin' Records]
- 2016: "Burning" (Bob Sinclar & Daddy's Groove) – [Spinnin' Records]

### Remixes
2007:
- Spit – Falling
- Groovestylerz – We Are Family
- Micha Moor – Space (Daddy's Groove 'El Pocho' Remix)
- Funk Marauders feat. Rosie Gaines – Rock My Body

2008:
- Cerrone & Louie Vega – Dance Ritual
- Cerrone vs Katherine Ellis – Laisser Toucher
- Ranucci & Pelusi Pres. Promiseland – Move You Down
- Quentin Harris Feat. Jason Walker – Can't Stop
- DJ Antoine – Underneath
- ATFC – Praise To The JBs (Daddy’s Groove Magic Island Remix)
- Cerrone – It Had To Be You (Daddy's Groove Magic Island Re-Work)
- Spit – Dawn

2009:
- Norman Doray & Tristan Garner – Last Forever
- Syke'n'Sugarstarr feat. Bonny Ferrer – Toda A Minha Vida
- Black Raw – Auntie Agony (Daddy's Groove Magic Island Remix)
- Spit – Your Freedom
- Axwell, Ingrosso, Angello & Laidback Luke – Leave the World Behind (Daddy's Groove Island Rework)
- Whitney Houston – I Didn't Know My Own Strength (Daddy's Groove Magic Island Mix)

2010:
- Black Raw – Rock The House Yo (Daddy's Groove Magic Island Remix)
- Prok & Fitch pres. Nanchang Nancy – Walk With Me (Axwell vs. Daddy's Groove Remix)
- Black Raw – Circo Nero (Daddy's Groove Re-edit)
- Dim Chris feat. Amanda Wilson – Sometimes
- Enrique Iglesias – I Like It
- Axwell – Nothing But Love (Axwell vs. Daddy's Groove Remix)
- Louie Vega & Jay 'Sinister' Sealee starring Julie McKnight – Diamond Life
- The Wanted – All Time Low
- The Shapeshifters – Helter Skelter
- Kylie Minogue – Get Outta My Way
- Nabiha – The Enemy
- Sammy Peralta – Shake It 2010

2011:
- Michael Canitrot – You & I
- Black Raw – Eargasm (Daddy's Groove Re-edit)
- Sandy Rivera & Yasmeen – Love
- David Guetta feat. Flo Rida & Nicki Minaj – Where Them Girls At
- Tommy Vee, Mauro Ferrucci & Luca Guerrieri – Sharing
- Nabiha Bensouda – Deep Sleep

2012:
- James Blunt – Superstar
- Cryogenix – We Rock (Daddy's Groove Re-Beats)
- David Guetta feat Chris Brown & Lil Wayne – I Can Only Imagine (David Guetta & Daddy's Groove Remix)
- Jessie J feat. David Guetta – LaserLight
- Cryogenix – Fire Like This (Daddy's Groove Re-Beats)
- Skunk Anansie – I Hope You Get to Meet Your Hero

2013:
- Ludacris feat. Usher & David Guetta – Rest of My Life
- Sam La More feat. Gary Go – Adrenaline (Daddy's Groove & Cryogenix Remix)
- Meck feat. Dino – So Strong (Daddy's Groove & Cryogenix Remix)
- Benny Benassi feat. John Legend – Dance the Pain Away
- Tegan & Sara – Closer
- Nabiha Bensouda – Mind the Gap
- Eros Ramazzotti feat. Nicole Scherzinger – Fino All'Estasi

2014:
- Mindshake feat. Iossa – My Rise My Fall
- Miguel Verdolva – O Superman (Daddy's Groove & Cryogenix Remix)
- Dirty Vegas – Setting Sun (Daddy's Groove & Heymen Remix)

### Como productores discográficos
| Año  | Canción                  | Artista(s)                  | Álbum                    | Participación                                              |
| ---- | ------------------------ | --------------------------- | ------------------------ | ---------------------------------------------------------- |
| 2011 | «Turn Me On»             | David Guetta                | Nothing But the Beat     | Como coproductor y adicionales (Acreditado como Black Raw) |
| 2011 | «Little Bad Girl»        | David Guetta                | Nothing But the Beat     | Como coproductor y adicionales (Acreditado como Black Raw) |
| 2011 | «Without You»            | David Guetta                | Nothing But the Beat     | Como coproductor y adicionales (Acreditado como Black Raw) |
| 2011 | «I Can Only Imagine»     | David Guetta                | Nothing But the Beat     | Como coproductor y adicionales (Acreditado como Black Raw) |
| 2011 | «The Alphabeat»          | David Guetta                | Nothing But the Beat     | Como coproductor y adicionales (Acreditado como Black Raw) |
| 2011 | «Glasgow»                | David Guetta                | Nothing But the Beat     | Como coproductor y adicionales (Acreditado como Black Raw) |
| 2012 | «In My Head» (con NERVO) | David Guetta                | Nothing But the Beat 2.0 | Como productores (Acreditados como Daddy's Groove)         |
| 2013 | «Fashion!»               | Lady Gaga                   | ARTPOP                   | Como mezcladores                                           |
| 2013 | «Body Ache»              | Britney Spears              | Britney Jean             | Como mezcladores                                           |
| 2013 | «Til It's Gone»          | Britney Spears              | Britney Jean             | Como mezcladores                                           |
| 2014 | «Lovers on the Sun»      | David Guetta con Sam Martin | Lovers on the Sun EP     | Producción adicional                                       |